# Christian Nyby
Christian Nyby (* 1. September 1913 in Los Angeles, Kalifornien; † 17. September 1993 in Temecula, Kalifornien) war ein US-amerikanischer Filmregisseur und Filmeditor mit dänischen Vorfahren.

## Leben und Wirken
Seine Karriere im Filmgeschäft begann er im Jahr 1943 als Editor des Kriegsfilms Bestimmung Tokio. Ein Jahr darauf arbeitete er zum ersten Mal für den Regisseur Howard Hawks und dessen Literaturverfilmung Haben und Nichthaben. Zwei weitere gemeinsame Filme folgten: 1946 Tote schlafen fest und zwei Jahre später Red River, für den Christian Nyby 1949 für den Oscar nominiert wurde. Ihre vierte und letzte gemeinsame Arbeit war 1952  The Big Sky – Der weite Himmel in deutschen Kinos in stark gekürzter Fassung u. a. unter dem Titel Trapper am Missouri gezeigt. Dieser Film war auch gleichzeitig die letzte Produktion, bei der Nyby für den Filmschnitt verantwortlich war.
1951 gab Nyby sein Debüt als Regisseur mit dem Science-Fiction-Film Das Ding aus einer anderen Welt. Hieraus entwickelte sich jedoch keine Karriere als Spielfilmregisseur; stattdessen war Christian Nyby bis Mitte der 1970er Jahre als Fernsehregisseur für verschiedene Fernsehserien tätig. So inszenierte er in den frühen 1970er Jahren mehrere Episoden der Serie Notruf California. Andere Produktionen, an denen er mehrmals beteiligt war, waren unter anderem Tennisschläger und Kanonen, Bonanza sowie Tausend Meilen Staub.
Sein 1941 geborener Sohn Christian I. Nyby II ist ebenfalls als Regisseur tätig.

## Filmografie (Auswahl)

### Als Regisseur
- 1951: Das Ding aus einer anderen Welt (The Thing from Another World)

### Als Editor
- 1943: Bestimmung Tokio (Destination Tokyo)
- 1944: Haben und Nichthaben (To Have and Have Not)
- 1944: Hollywood Canteen
- 1946: Tote schlafen fest (The Big Sleep)
- 1946: Im Geheimdienst (Cloak and Dagger)
- 1947: Verfolgt (Pursued)
- 1947: Schmutzige Dollars (Cheyenne)
- 1948: Red River
- 1950: Unter Einsatz des Lebens (Southside 1-1000)
- 1950: Tarzan und das Sklavenmädchen
- 1952: The Big Sky – Der weite Himmel (The Big Sky)